# Lophuromys cinereus
Lophuromys cinereus је врста глодара из породице мишева (Muridae). 

## Распрострањење
ДР Конго је једино познато природно станиште врсте.

## Станиште
Врста Lophuromys cinereus има станиште на копну.

## Угроженост
Подаци о распрострањености ове врсте су недовољни.

### Популациони тренд
Популациони тренд је за ову врсту непознат.